# Hrvaški evrokovanci
Hrvaški evrokovanci so kovanci za evro, katerih zadnjo (nacionalno) stran je izbrala in oblikovala Hrvaška.
Hrvaška je z vstopom v Evropsko unijo 1. julija 2013 postala obvezana k uvedbi evra. V času vstopa v EU je bil predviden datum za uvedbo evra 1. januarja 2016. Predpogoj za uvedbo je najmanj dveletno članstvo v ERM-2 (mehanizem menjalnih tečajev), h kateremu je Hrvaška skupaj z Bolgarijo pristopila 10. julija 2020, ob čemer je bil srednji tečaj postavljen na 1 evro = 7,53450 kun. Hrvaška je 1. januarja 2023 vstopila v evroobmočje ter Schengensko območje. Po letu 2015 in pridružitvi Litve je to prva širitev evroobmočja.
Motivi so bili izbrani 4. februarja 2022 na natečaju odprtega tipa.

## Podoba hrvaških evrokovancev
Vsi evrokovanci vsebujejo napis "HRVATSKA" in hrvaško šahovnico.
| Hrvaški evrokovanci – zadnja stran                | Hrvaški evrokovanci – zadnja stran | Hrvaški evrokovanci – zadnja stran                                          |
| 0,01 €                                            | 0,02 €                             | 0,05 €                                                                      |
| ------------------------------------------------- | ---------------------------------- | --------------------------------------------------------------------------- |
|                                                   |                                    |                                                                             |
| glagoliški črki Ⱈ in Ⱃ (HR)                       |                                    |                                                                             |
| 0,1 €                                             | 0,2 €                              | 0,5 €                                                                       |
|                                                   |                                    |                                                                             |
| Nikola Tesla, obdan z elektromagnetnimi silnicami |                                    |                                                                             |
| 1 €                                               | 2 €                                | Rob kovanca za 2 €                                                          |
|                                                   |                                    | O LIJEPA O DRAGA O SLATKA SLOBODO, stihi iz Dubravke, drame Ivana Gundulića |
| Kuna                                              | Zemljevid Hrvaške                  |                                                                             |
|                                                   |                                    |                                                                             |

## Nesoglasja
Upodobitvi Nikole Tesle na hrvaških kovancih je nasprotovala Srbija, ki trdi, da si Hrvaška prisvaja srbske kulturne dobrine.
Nekaj dni po predstavitvi motivov se je pojavil sum, da je motiv kune na kovancu za 1 evro prevzet s fotografije škotskega fotografa Iaina H. Leacha brez njegovega dovoljenja. Oblikovalec evrokovanca je nato umaknil svoj predlog, Hrvaška narodna banka pa je razpisala nov natečaj za kovanec.